# 429. pr. Kr.
◄ | 6. stoljeće pr. Kr. | 5. stoljeće pr. Kr. | 4. stoljeće pr. Kr. | ►
◄ | 450-ih pr. Kr. | 440-ih pr. Kr. | 430-ih pr. Kr. | 420-ih pr. Kr. | 410-ih pr. Kr. | 400-ih pr. Kr. | 390-ih pr. Kr. | ►
◄◄ | ◄ | 432. pr. Kr. | 431. pr. Kr. | 430. pr. Kr. | 429 pr. Kr. | 428. pr. Kr. | 427. pr. Kr. | 426. pr. Kr. | ► | ►►
Astronomija

## Smrti
- Periklo, starogrčki državnik, govornik i vojskovođa

## Vanjske poveznice
|  | Zajednički poslužitelj ima još gradiva o temi 429. pr. Kr. |